# John Birch Society
A John Birch Society é um grupo de pressão política de direita, que apoia o anti-comunismo, governo limitado e liberdade pessoal.
Foi fundada em 1958 por Robert W. Welch Jr., em Indianápolis, Indiana, e foi nomeada em homenagem a John Birch, um oficial da inteligência militar dos Estados Unidos e missionário Batista na II Guerra Mundial, assassinado em 1945 pelos militantes do Partido Comunista da China.  Atualmente sediada em Grand Chute, Wisconsin, a sociedade tem filiais locais em todos os 50 estados dos Estados Unidos. Possui a American Opinion Publishing, que publica a revista The New American.